# William Turbe
William Turbe (auch Turba) OSB (* um 1095; † Januar 1174) war ein anglonormannischer Benediktinermönch. Ab 1146 oder 1147 war er Bischof von Norwich.

## Aufstieg zum Bischof von Norwich
Der Überlieferung nach stammte William Turbe aus der Normandie. Seinen Beinamen Turbe erhielt er jedoch wohl nicht nach einem Herkunftsort, sondern war als Turbo ein Spitzname. Er wurde wohl dem Kathedralpriorat von Norwich als Oblate übergeben und besuchte die Kathedralschule. Bischof Herbert de Losinga hatte reges Interesse an der Erziehung des Jungen. Danach diente William wohl als Subprior unter Bischof Everard, ehe er wohl 1136 Prior des Kathedralpriorats wurde. Als Everard 1145 sein Amt niederlegte, konnten die Mönche des Kathedralpriorats trotz des Widerstands des Sheriffs von Norfolk in einer wirklich freien Wahl einen neuen Bischof wählen. Als Kandidat bot sich William an, der dann 1146 oder Anfang 1147 zum Bischof geweiht wurde.

## Bischof von Norwich

### Politische Betätigung
Durch zwei leidenschaftliche Predigten erregte William die Aufmerksamkeit von König Stephan von Blois. In seinen Predigten hatte William einen Vasallen verteidigt, der beschuldigt wurde, einen Juden aus Norwich ermordet zu haben. Der König ernannte ihn zu einem der drei Bischöfe, die die englischen Bischöfe 1148 auf dem Konzil zu Reims vertraten. Ansonsten hielt sich William selten am Hof von König Stephan auf. 1153 nahm er jedoch an der Ratsversammlung teil, die zum Vertrag von Winchester und damit zur Thronfolge von Heinrich Plantagenet führte. Zu Beginn der Herrschaft von Heinrich II. bemühte sich William wie andere Bischöfe um die Wiedererlangung von kirchlichen Besitzungen, die sie während der Anarchie verloren hatten. Davon profitierte nicht nur seine Diözese, sondern auch Battle und St Benet’s Abbey. Obwohl William danach meistens an den großen königlichen und kirchlichen Ratsversammlungen teilnahm, wird er in königlichen Urkunden auffallend wenig als Zeuge genannt. Scheinbar gab es zwischen ihm und König Heinrich Spannungen. 1156 stimmte er gegen die Erhebung eines Schildgelds und als der König 1166 verlangte, dass die Diözese Norwich als königliches Lehen zusätzliche Ritter stellen sollte, verweigerte er seine Zustimmung.

### Rolle im Streit des Königs mit Thomas Becket
Zusammen mit anderen englischen Bischöfen nahm William 1163 am Konzil von Tours teil, das von Papst Alexander III. einberufen worden war. Im Konflikt zwischen Erzbischof Thomas Becket und dem König hatte er keine besondere Stellung, doch wurde er als Bischof zwangsläufig und häufig in den sich zuspitzenden Streit hineingezogen. Angeblich soll er auf den Ratsversammlungen in Clarendon und in Northampton den Erzbischof gedrängt haben, den Forderungen des Königs zuzustimmen, da er selbst die Feindschaft des Königs fürchtete. In den nächsten Jahren unterstützte er Bischof Gilbert Foliot, der zum vorrangigen Gegner Beckets in England wurde. Wohl 1168 drängte Johannes von Salisbury William, seine Haltung zu überdenken. Tatsächlich war William 1169 der erste Bischof, der öffentlich die von Becket ausgesprochene Exkommunikation von Bischof Foliot verkündete. Foliot war vom Papst beauftragt worden, im Konflikt zwischen dem Kollegiatstift von Pentney und Hugh Bigod, 1. Earl of Norfolk die Rechte der Kirche zu verteidigen, was er jedoch nur unzureichend erfüllt hatte. Anschließend verkündete William in Norwich selbst die Exkommunikation des Earls. Um dem Zorn des Königs zu entgehen, zog er sich dann als Mönch in das Kathedralpriorat zurück. Angesichts dieser kirchlichen Sanktionen musste der Earl nachgeben und söhnte sich anscheinend noch vor Ende 1170 auch mit William aus.

### Tätigkeit als Kirchenrechtler
Als Bischof unterstützte William die Einführung des kanonischen Rechts und damit die Ausweitung der kirchlichen Gerichtsbarkeit und der geistlichen Oberhoheit des Papstes in England. 1157 war er einer der beauftragten päpstlicher Richter im Streit zwischen Erzbischof Theobald von Canterbury und dem Abt von St Augustine’s in Canterbury. 1162 sollte er über die geistliche Oberhoheit des Bischofs von Lincoln über St Albans Abbey entscheiden und Mitte der 1160er Jahre sollte er die Niederlassungen der Gilbertiner in Südengland nach der Revolte der Laienbrüder gegen Gilbert von Sempringham überprüfen. Bereits 1156 hatte Johannes von Salisbury in einem Brief an Papst Hadrian IV. berichtet, dass William Anfeindungen ausgesetzt sei, weil er im Auftrag des Papstes dessen Anweisungen durchsetzte. Mit Papst Alexander III. stand William mehrfach wegen der Umwandlung von Kreuzzugsgelübden, der Vererbbarkeit von Pfründen oder der Fälschung von Briefen des Papstes in Kontakt. Obwohl er wohl keine juristische Ausbildung oder Schulung hatte, hatte er neben anderen zeitgenössischen Bischöfen bedeutenden Anteil an der Einführung des kanonischen Rechts in England.

### Kult um Wilhelm von Norwich
Bereits als Prior hatte William maßgeblich den aufkommenden Kult um William von Norwich gefördert, einen Jungen, der angeblich 1144 von Juden ermordet worden war. Obwohl es damals bereits Zweifel an dieser Darstellung gab, ließ William den ermordeten Jungen als Märtyrer verehren. Als Bischof förderte William weiter seine Verehrung. 1150 ließ er den Leichnam ins Kapitelhaus der Kathedrale, 1151 in die Kathedrale und 1154 feierlich in die dortige Märtyererkapelle überführen. Bei Thomas of Monmouth gab er eine Biografie über das Leben und die Wunder des kleinen William in Auftrag, und 1168 weihte er in Thorpe Wood, wo die Leiche entdeckt worden war, eine Kapelle. Anscheinend war William von dem Martyrium und der Heiligkeit des Jungen fest überzeugt.

### Sonstiges Wirken als Bischof
Aus Williams Amtszeit als Bischof sind etwa 100 Akten und Urkunden erhalten. Nach diesen Belegen hatte William besonders zu Beginn seiner Amtszeit Konflikte mit seinen Archidiakonen. Während Archidiakon Roger nur ein Gegner von Kirchenreformen zu sein schien, kam es vor allem mit den Archidiakonen Walkelin und Baldwin of Boulogne zum offenen Streit wegen deren Verfehlungen. William förderte die Lehrtätigkeit in der Kathedralschule und stellte dort erstmals studierte Magister ein. Aus diesen Schülern ernannte er neue kirchliche Amtsträger, so dass während seiner Amtszeit sich auch in Norwich gut ausgebildete Geistliche durchsetzten. Als die Kathedrale von Norwich durch einen Brand 1171 schwer beschädigt wurde, soll er zur Reparatur der Kirche gedrängt und selbst am Portal Spenden gesammelt haben. Er bestätigte die Privilegien des Kathedralpriorats und erweiterte geringfügig dessen Einkünfte. In seinen letzten Jahren als Bischof kam es zu Spannungen im Kathedralpriorat, als ein neuer Prior Reformen umsetzen wollte. Zwei Mönche sollen den Prior tätlich angegriffen haben, die daraufhin flüchteten und von William exkommuniziert wurden. Dennoch bewahrten die Mönche nach Williams Tod ein gutes Andenken an ihn, was vielleicht auch durch die Spannungen bedingt war, die sie mit seinem Nachfolger John of Oxford hatten.
Obwohl William selbst dem Benediktinerorden angehörte, förderte er auch Gründungen von Niederlassungen von anderen Ordensgemeinschaften. Er ermunterte William d’Aubigny, 1. Earl of Arundel zur Gründung eines Augustinerklosters in Old Buckenham und bezeugte die Gründungsurkunde von Ranulf Glanville für Butley Priory. Dazu förderte er besonders die Nonnenklöster seiner Diözese. Im zweiten Jahr seiner Amtszeit wurde ein neues Nonnenkloster in Norwich gegründet, und den Ordensfrauen von Blackborough Priory durften enger mit den Mönchen von Blackborough zusammenarbeiten. Abt Hugh von Bury St Edmunds konnte er überreden, für die Nonnen von Ling den Platz für ein neues Kloster bei Thetford zu schenken. Obwohl William durch die von ihm eingeleiteten Reformen zunehmenden Einfluss auf die Besetzung von Pfarrstellen hatte, musste er zunächst dulden, dass manche Pfarrer ihre Ämter an ihre Söhne vererbten. Um diesen Brauch abzustellen, unterstellte er zahlreiche Pfarreien Klöstern seiner Diözese, die bereits die Patronatsrechte der Pfarreien besaßen. Beispielsweise erhielt St Benet’s Abbey die Rechte an sechs Kirchen und Castle Acre Priory die Rechte an sieben Kirchen.
William wurde in der Kathedrale von Norwich beigesetzt.